# Dzięgiel (województwo pomorskie)
Dzięgiel (kaszb. Dzãdżel, niem. Dziengel) – kolonia kaszubska w Polsce położona w województwie pomorskim, w powiecie chojnickim, w gminie Konarzyny.
W latach 1975–1998 miejscowość administracyjnie należała do województwa słupskiego.
Inne miejscowości o nazwie Dzięgiel: Dzięgiele